# علي محمد ظاظا
علي محمد ظاظا هو وزير داخلية سوري سابق، تولى منصب وزير الداخلية في الفترة ما بين 4 نيسان 1971 حتى 8 آب 1976، كما تولى في وقتٍ سابق رئيس شعبة المخابرات العسكرية السورية. يُعتبر علي ظاظا من أبرز المقربين لرئيس النظام السوري الأسبق حافظ الأسد، إذ أنه أول وزير داخلية في عهد آل الأسد.
تُوفي في 21 مارس 2018 في دمشق بعد معاناته مع المرض.